# Carta de Calatayud
La Carta de Calatayud fue un documento firmado en 30 de mayo de 1481 por un guanarteme (rey de los primeros habitantes de la isla de Gran Canaria) y los Reyes Católicos, que pretendía acabar con la guerra en Gran Canaria. El pacto consistía en la incorporación de Canarias a la Corona de Castilla a cambio del respeto a las estructuras políticas y sociales, a las costumbres culturales y a la libertad de los aborígenes canarios. No hay consenso sobre que guanarteme firmó dicho documento.

## Llegada de los castellanos a Gran Canaria
En 1477, durante la Guerra de Sucesión Castellana, enfrentadas Castilla y Portugal, los Reyes Católicos obtuvieron el derecho de conquista de las islas de Gran Canaria, Tenerife y La Palma de los señores titulares que no habían podido someterlas, Diego de Herrera e Inés Peraza, y estos recibían el señorío sobre Lanzarote, Fuerteventura, Hierro y Gomera.
Los Reyes encomendaron la conquista de Gran Canaria en mayo de 1478 por el sistema de capitulación a Juan de Frías, obispo de Rubicón, a Juan Bermúdez, deán del obispado de Rubicón y a Juan Rejón, criado de la reina Isabel. Debido a los conflictos entre ellos una vez iniciada la conquista, la Corona nombró un gobernador, Pedro de Algaba, que llegó a Gran Canaria en noviembre de 1478, que no solucionó las desavenencias, Pedro de Vera fue nombrado nuevo gobernador en febrero de 1480, y Algaba asesinado a instigación de Juan Rejón en mayo. La Corona hizo otra nueva capitulación en febrero de 1480, esta vez con Alonso de Quintanilla, Contador Mayor de Castilla, y con Pedro Fernández Cabrón, a la que se adhirió Pedro de Vera. En verano la nueva flota con el nuevo gobernador llegó a Gran Canaria y expulsó a Rejón de la isla.

## Carta de Calatayud
Gracias a los refuerzos que recibieron los conquistadores, hubo facciones indígenas que se sometieron a los castellanos, los cuales aceptaron el compromiso de tratarlos como a iguales. En este sentido se tiene constancia de un guanarteme que viajó a la península para acatar la soberanía castellana, aunque no hay consenso de quien fue este monarca. La carta está fechada el 30 de mayo de 1481 en Calatayud, donde los Reyes estaban instalados, ya que había cortes de Aragón para tomar juramento de heredero al príncipe Juan. De este modo los canarios fueron autorizados a moverse libremente por el territorio castellano:

D. Fernando y Dª Isabel por la Gracia de Dios, Rey y Reina de Castilla, de Aragón, y de León, a los prelados, duques y condes, marqueses de costumbres, maestres de órdenes, priores, comendadores, sabed:
Que al tiempo que los Guanartemes, y Caballeros y otras personas del común de Canarias después de ser por la Gracia de Dios convertidos a nuestra Santa Fe Católica, que nos reconocieron por su Rey y Reina, fueron por su Corte ante Nos presentados ciertos capítulos por escrito.
Que leídos y es nuestra merced y voluntad que por ser como son nuestros vasallos sean tratados, y defendidos, y amparados como lo son nuestros vasallos y súbditos y naturales de todos nuestros reinos. Y si alguna persona quisiera ir contra de tales personas canarias o contra lo en esta Carta contecido mandamos a nuestro Justicia proceda contra tales personas con todo rigor de Derecho.
Pacto de Calatayud. 30 de mayo de 1481.

No se ha encontrado registro de esta carta ni en el Archivo de Simancas ni en el Libro rojo de Gran Canaria.
Este documento no garantizó la sumisión del resto de la isla de Gran Canaria. La conquista de la isla prosiguió con la muerte del caudillo Doramas en la campaña de Arucas (Gran Canaria), lo que produjo el debilitamiento de la resistencia indígena. En 1482 Hernán Peraza intervino en la conquista de Gran Canaria, donde capturó al guanarteme Tenesor Semidán, guanarteme de Gáldar, el cual se trasladó a la península, donde se entrevistó con los Reyes y fue bautizado con el nombre de Fernando Guanarteme. De este modo se ha puesto en entredicho que el guanarteme que fue a Calatayud un año antes fuera el de Gáldar.
La conquista de Gran Canaria se prolongó hasta 1483, tras la cual se prosiguió con la de La Palma y Tenerife, fruto de la capitulación con Alonso Fernández de Lugo. Y la incorporación de la isla de Gran Canaria en la Corona de Castilla no fue definitiva hasta enero de 1487.